# Brotherly Love (film, 1928)
Pour les articles homonymes, voir Brotherly Love.
Pour plus de détails, voir Fiche technique et Distribution.
Brotherly Love est un film américain réalisé par Charles Reisner, sorti en 1928.

## Synopsis
Oscar, un gardien coriace du pénitencier de Newberry, se dispute avec Jerry, un petit barbier. Il fait arrêter Jerry en tant que fugitif et l'envoie à Newberry. Il ne faut pas longtemps avant que les deux hommes tombent amoureux de Mary, la fille du directeur e la prison. Oscar fait intégrer Jerry dans l'équipe de football de la prison, où il est le plus petit gars, pensant qu'il ressemblera à un imbécile devant Mary, ce qui la forcera puis la choisira lui. Cependant, les choses ne se passent pas tout à fait comme l'avait prévu Oscar.

## Fiche technique
- Titre : Brotherly Love
- Réalisation : Charles Reisner
- Scénario : Earl Baldwin, Robert E. Hopkins, Lew Lipton et Patterson Margoni
- Direction artistique : Cedric Gibbons
- Photographie : Henry Sharp
- Montage : George Hively
- Costumes : Henrietta Frazer
- Pays de production :  États-Unis
- Langue : Anglais
- Format : Noir et blanc — 35 mm — 1,33:1 — Son : Mono
- Genre : Comédie dramatique
- Durée : 67 minutes
- Dates de sortie : 
  - États-Unis : 13 octobre 1928 (première)
  - États-Unis : 23 décembre 1928 (sortie nationale)

## Distribution
- Karl Dane : Oscar
- George K. Arthur : Jerry
- Jean Arthur : Mary
- Richard Carlyle : Warden Brown
- Edward Connelly : Coggswell
- Marcia Harris : Mme. Coggswell